# Prostaciclină
Prostaciclina (denumită și prostaglandina I2 sau PGI2, cu denumirea epoprostenol în terapeutică) este o prostaglandină produsă în mod normal de organism la nivel vascular, și este folosită ca medicament în tratamentul hipertensiunii arteriale pulmonare. Are efect antiagregant plachetar și vasodilatator. Calea de administrare disponibilă este cea intravenoasă.